# Henrik Malmquist
Henrik Yngve Olof Jens Malmquist, född 1962, är en svensk polis.
Malmquist har varit länspolismästare och chef för polismyndigheterna i Kronobergs och Kalmar län och var chef för rikskriminalpolisen 2013–2014.